# Adriaan van Roomen
Adriaan van Roomen, também conhecido como Adrianus Romanus (Leuven, 29 de setembro de 1561 — Mogúncia, 4 de maio de 1615), foi um matemático de Flandres.

## Vida
Van Roomen nasceu em Leuven, onde foi professor, tendo viajado frequentemente pela Europa. Manteve contato com Johannes Kepler e Cristóvão Clávio, e discutiu com François Viète duas questões sobre equações e tangência.
Trabalhou com álgebra, trigonometria e geometria, e com a expansão decimal de π.

## Obras
- Universae mathesis idea, 1602

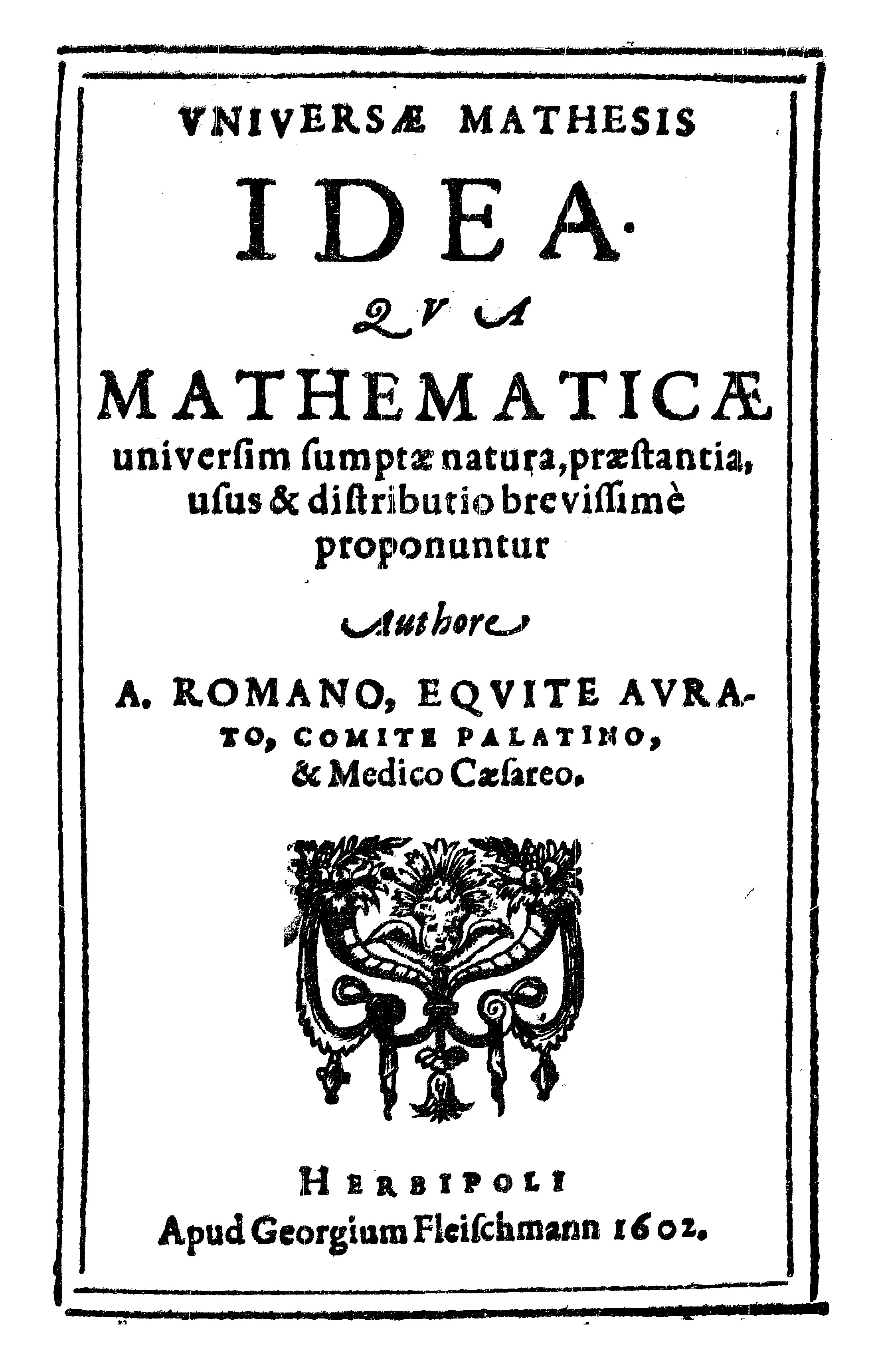
Universae mathesis idea, 1602

- Parvvm Theatrvm Vrbivm siue Vrbivm Praecipvarvm Totivs Orbis Brevis & methodica Descriptio. - Francofvrti : Bassaeus, 1608. digital